# Cameron (Caroline du Sud)
Pour les articles homonymes, voir Cameron.
La ville de Cameron est située dans le comté de Calhoun, dans l’État de Caroline du Sud, aux États-Unis. Sa population s’élevait à 424 habitants lors du recensement de 2010.

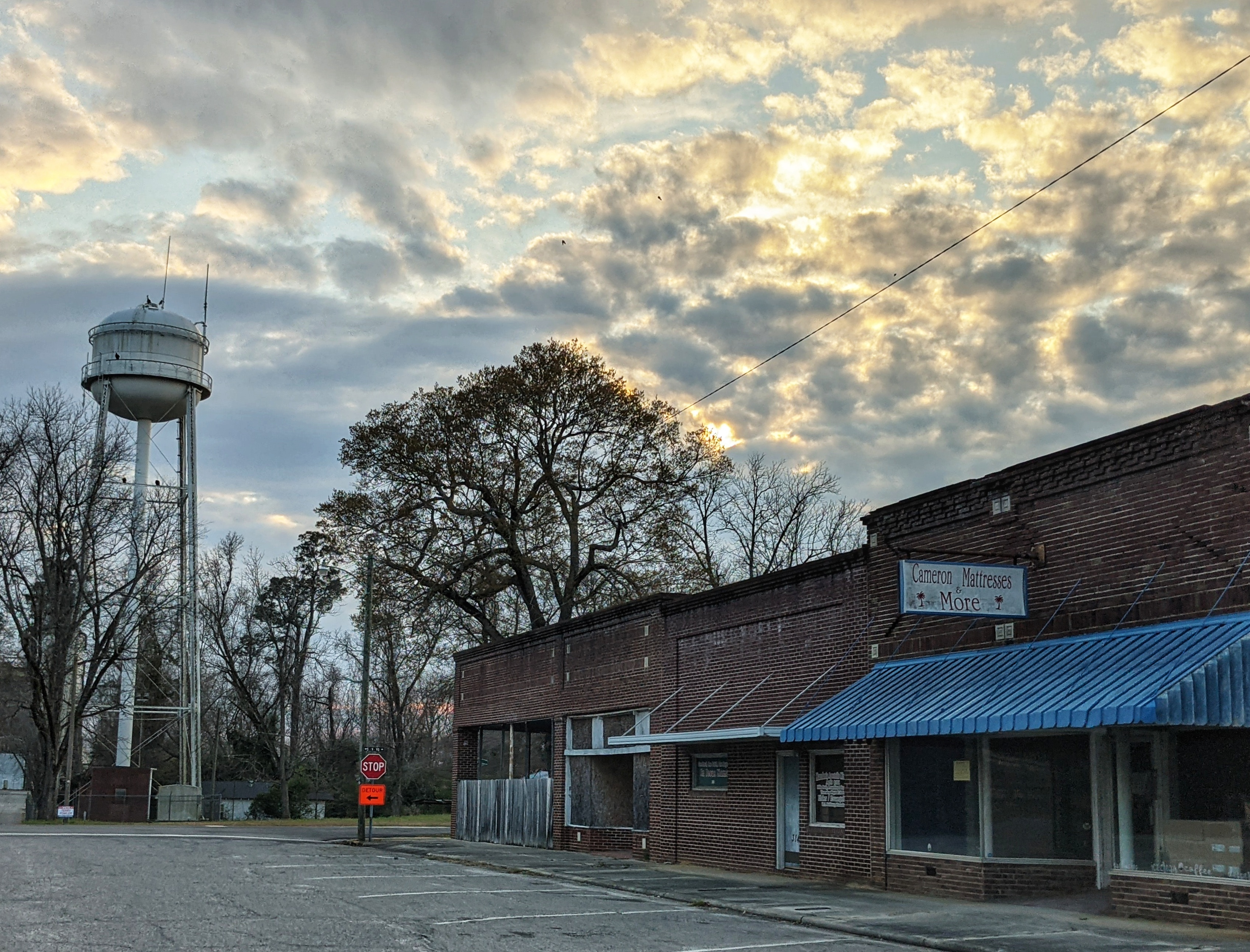
Cameron

## Démographie
| 1900 | 1910 | 1920 | 1930 | 1940 | 1950 |
| ---- | ---- | ---- | ---- | ---- | ---- |
| 320  | 421  | 524  | 620  | 624  | 630  |

| 1960 | 1970 | 1980 | 1990 | 2000 | 2010 |
| ---- | ---- | ---- | ---- | ---- | ---- |
| 607  | 476  | 536  | 504  | 449  | 424  |

## Source
- (en) Cet article est partiellement ou en totalité issu de l’article de Wikipédia en anglais intitulé « Cameron, South Carolina » (voir la liste des auteurs).